# Matrei am Brenner

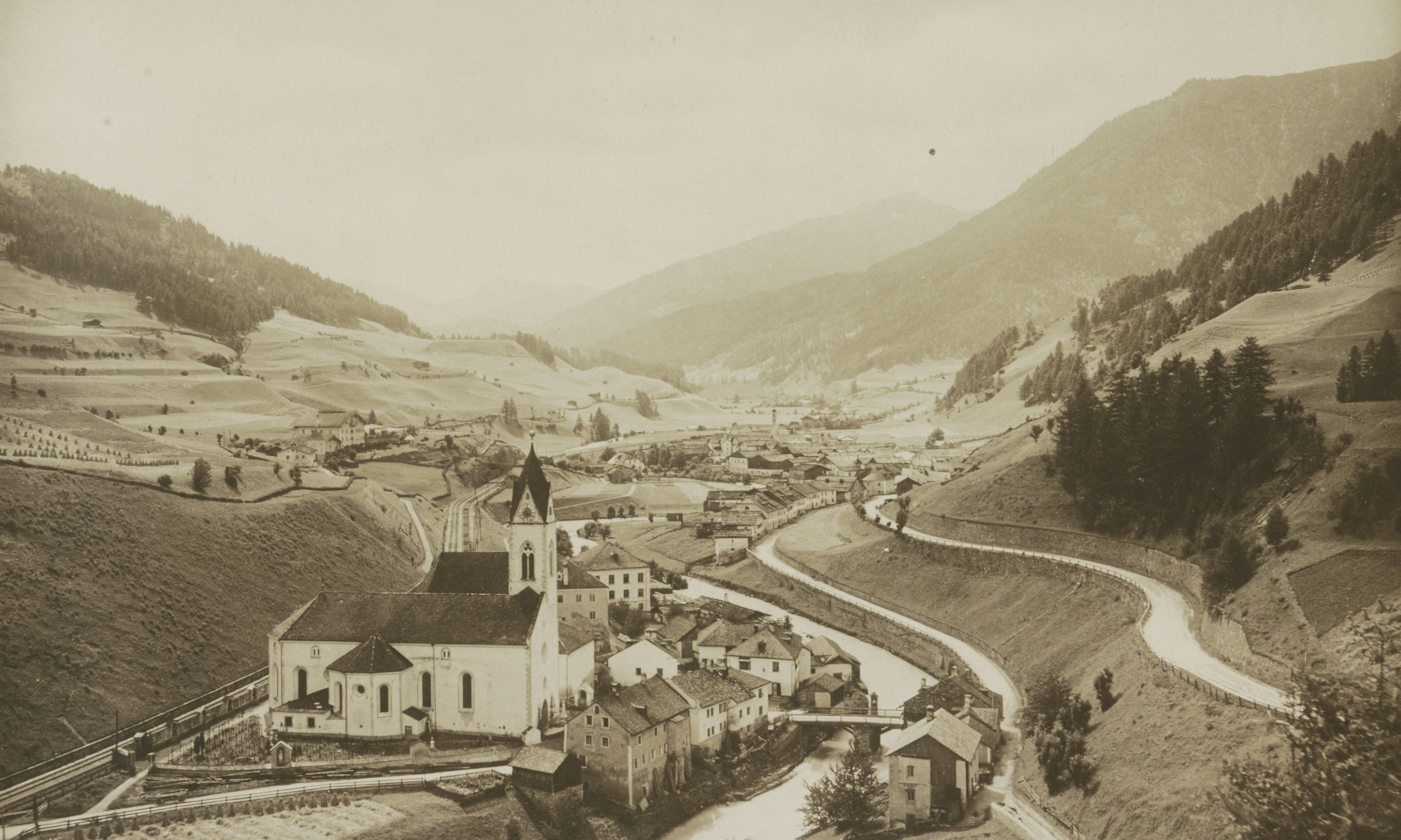

Matrei am Brenner è un comune austriaco di 932 abitanti nel distretto di Innsbruck-Land, in Tirolo; ha lo status di comune mercato (Marktgemeinde).

## Geografia fisica
Matrei am Brenner è situato nella Wipptal, a 992 m s.l.m. di altitudine lungo il fiume Sill, a sud di Innsbruck.

## Storia
Il luogo è abitato fin dalla tarda età del bronzo (XIII secolo a.C.), come risulta dai reperti ritrovati nella zona e da segni della Cultura di Hallstatt; nel 1964, durante alcuni lavori presso la pensione "Gasthof Eisenstecken", fu ritrovato un centinaio di urne. I Romani, nel 200 d.C. circa, costruirono lungo la strada una stazione di sosta denominata “Matreium” come menzionato nella Tavola Peutingeriana.
Nel 995 per il villaggio veniva usato il toponimo “Matereia” e nel 1251 esso fu elevato a comune mercato; la diocesi di Bressanone, nel 1497, istituì a Matrei il "Tribunale di mercato", che rimase attivo fino al 1810, quando fu trasferito al Tribunale Distrettuale di Steinach am Brenner. La struttura architettonica del mercato era costituita da un insieme di locande e di laboratori artigianali, lungo la strada principale. Nel 1447 Hans Gunther e sua moglie fondarono un ospedale civile, con lo scopo di curare i viaggiatori malati in transito.
Molti abitanti del luogo presero parte all'insorgenza tirolese del 1809; tra questi, Joseph Rapp, che fu poi consigliere di Andreas Hofer, e Josef Eisenstecken, comandante degli Schützen trasferitosi nel 1790 a Gries di Bolzano. Matrei, con l'apertura della ferrovia del Brennero (1867), perse importanza, poiché i traffici non transitavano più per il paese e invece procedevano oltre. Un incendio, nel 1914, distrusse gran parte delle abitazioni e durante la seconda guerra mondiale, proprio a causa della strategica linea ferroviaria, il paese fu uno dei luoghi, in Tirolo, che subì i bombardamenti più intensi; quello del 22 marzo 1945 causò 48 vittime. Matrei fu ricostruita nel dopoguerra nello stesso stile ed utilizzando le antiche tecniche costruttive del luogo.

### Stemma
Lo stemma di Matrei am Brenner è costituito da tre uova, rivolte verso il basso e disposte in un triangolo con il vertice in basso, su sfondo rosso. Lo stemma apparve nel XVI secolo e potrebbe significare, ma non è accertato, "tre uova", dato che in lingua tedesca Drei significa "tre" ed Ei significa "uovo".

## Monumenti e luoghi d'interesse

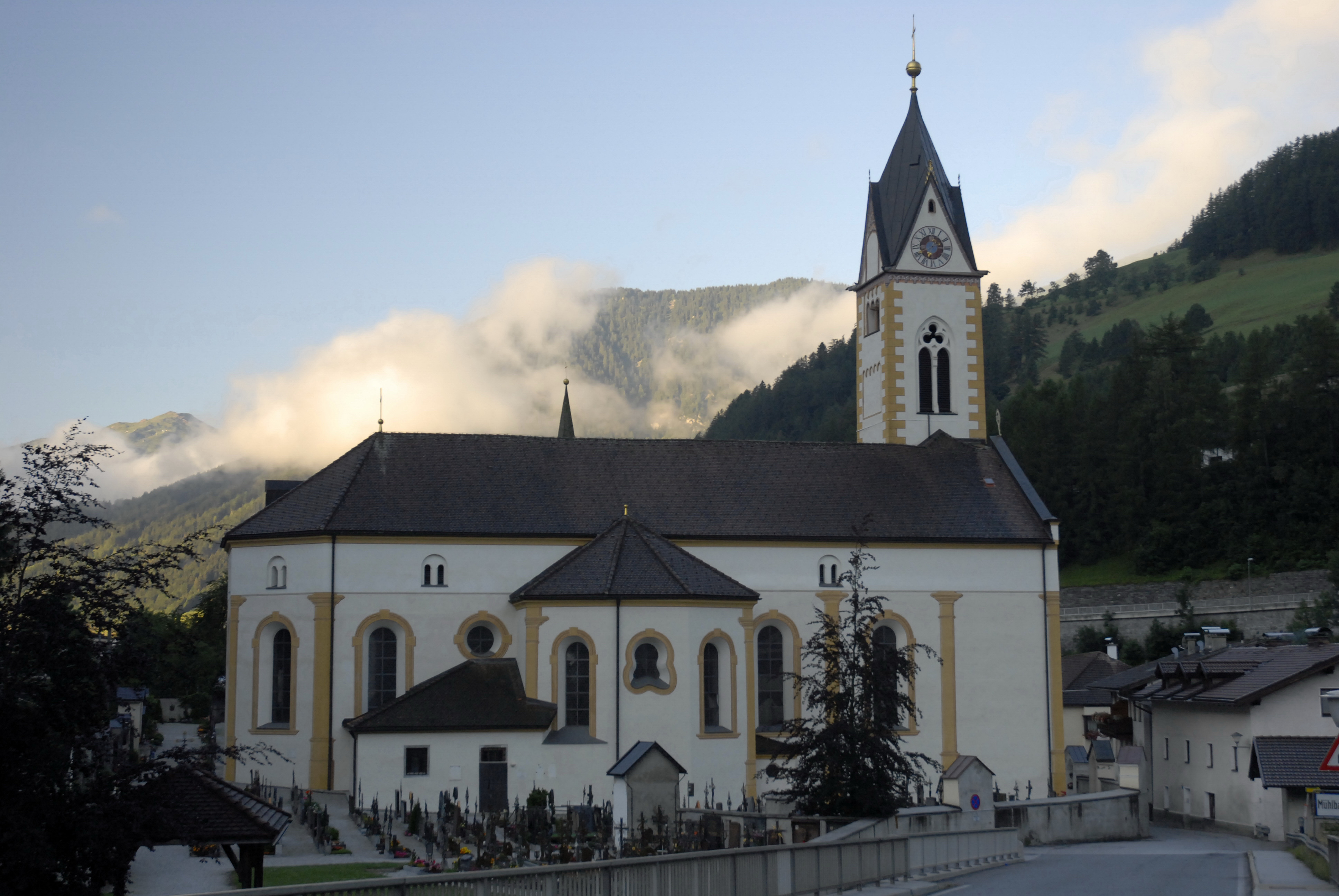
Veduta esterna della chiesa parrocchiale di Santa Maria Assunta

- La chiesa parrocchiale di Santa Maria Assunta (Pfarrkirche Mariä Himmelfahrt) fu costruita nel 1311 in stile romanico, trasformato poi in barocco nel 1754 con affreschi di Joseph Adam Mölk. All'interno viene conservata un'immagine miracolosa di Nostro Signore nel Dolore[1]. La chiesa, restaurata nel 1995, è sede del Decanato di Matrei ed è situata, oltrepassato il fiume Sill, nel comune di Pfons[3].
- La chiesa dello Spirito Santo, chiamata anche chiesa dell'Ospedale (Heilig-Geist-Kirche o Spitalskirche) è situata nella parte meridionale di Matrei, lungo la via principale; è stata edificata nel 1646 e ristrutturata più volte, l'ultima nel 2000[4].
- La chiesa (o battistero) di San Giovanni (Johannes-Kirche - Taufkirche) è il battistero della parrocchia ed è stato citato in documenti del 1284; in seguito è diventato un gioiello dell'arte tardo-gotica, per opera di Niklas Thüring, nel 1509[5].
- Il santuario Maria Waldrast è situato in una valle laterale, a un'altitudine di 1 638 m s.l.m., ai piedi del Waldraster Jöchl. Il Principe-Vescovo di Bressanone Ulrico di Vienna, il 19 aprile 1409, dette il consenso alla costruzione della chiesa, completata nel 1429 e consacrata nel 1465; del santuario fa parte anche il monastero dei Servi di Maria[6].

## Infrastrutture e trasporti
A Mühlbachl la strada in direzione nord si dirama: un ramo segue la valle lungo il fiume per arrivare a Innsbruck; l'altro, sulla sponda orientale, con un percorso più tortuoso attraverso Patsch, Lans e Ampass, giunge fino a Hall in Tirol. La prima era quella percorsa dagli Imperatori del Sacro Romano Impero, attraverso il passo di Scharnitz, per raggiungere Roma per l'incoronazione.